# Одра Коен
Одра Коен (англ. Audra Cohen; нар. 21 квітня 1986) — колишня американська тенісистка.
Найвищу одиночну позицію світового рейтингу — 229 місце досягла 03 листопада 2009, парну — 271 місце — 27 квітня 2009 року.
Здобула 1 одиночний та 2 парні титули туру ITF.
Найвищим досягненням на турнірах Великого шолома було 2 коло в парному розряді.
Завершила кар'єру 2011 року.

## Фінали ITF

### Одиночний розряд: 2 (1–1)
| Легенда          |
| ---------------- |
| турніри $100,000 |
| турніри $75,000  |
| турніри $50,000  |
| турніри $25,000  |
| Турніри $15,000  |
| турніри $10,000  |

| Фінали за покриттям |
| ------------------- |
| Тверде (1–1)        |
| Ґрунт (0–0)         |
| Трава (0–0)         |
| Килим (0–0)         |

| Результат | Ранг | Дата          | Турнір                   | Покриття | Суперниця            | Рахунок       |
| --------- | ---- | ------------- | ------------------------ | -------- | -------------------- | ------------- |
| Перемога  | 1.   | 25 липня 2006 | Евансвілл (Індіана), США | Тверде   | Лорен Албанезе       | 2–6, 6–2, 6–1 |
| Поразка   | 2.   | 13 січня 2008 | Сент-Ліо (Флорида), США  | Тверде   | Анастасія Пивоварова | 4–6, 0–6      |

### Парний розряд: 2 (2–0)
| турніри $100,000 |
| турніри $75,000  |
| турніри $50,000  |
| турніри $25,000  |
| турніри $10,000  |

| Результат | Ранг | Дата              | Турнір                 | Покриття | Партнерка         | Суперниці у фіналі                              | Рахунок       |
| Перемога  | 1.   | 25 травня 2008    | Лендісвілл, США        | Тверде   | Гейді Ель Табах   | Штефанія Боффа Анна Фіцпатрік                   | 6–3, 7–6(7–3) |
| Перемога  | 2.   | 18 листопада 2008 | Пуебла (штат), Мексика | Тверде   | Меган Мултон-Леві | Марія Фернанда Альварес Теран Вероніка Сп'єхель | 6–2, 6–4      |